# Joselito Adame
José Adame Montoya plus connu sous le nom de Joselito Adame né le 22 mars 1989 à Aguascalientes (Mexique, État d’Aguascalientes), est un matador mexicain.

## Présentation et carrière
Sa première novillada piquée a lieu à Millas (France) le 7 août 2005, devant du bétail de la ganadería Andrés Ramos. Il coupe trois oreilles ce jour-là. 
Il se présente ensuite à Las Ventas le 9 juillet 2006 devant du bétail de la ganadería Corbacho Grande en compagnie de Javier Benjumea et Antonio Joao Ferreira. Il  reçoit une ovation du public.
Il prend son alternative à Arles le 7 septembre 2007 avec pour parrain El Juli et pour témoin Juan Bautista, devant le taureau Magnifico de l'élevage Antonio Bañuelos . Il confirme son alternative à Nîmes le 16 septembre 2007 avec pour parrain Denis Loré et pour témoin José Tomás, face à un taureau de la ganadería Garcigrande. Il coupe deux oreilles à son deuxième taureau. Au Mexique, il confirme  dans la Monumental de Mexico le 8 février 2009, avec pour parrain Enrique Ponce et pour témoin Arturo Macías devant un taureau de l'élevage San José.
En 2010, il est au programme de la feria des Fallas de Valence le 20 mars, tandis que le grand triomphateur de la feria est son parrain d'alternative : El Juli.
En 2013, il triomphe à Las Ventas où il coupe deux oreilles pour sa dernière corrida en compagnie de Juan Pablo Sánchez et Manuel Jesús El Cid. Considéré comme un torero-prodige par Jacques Durand en 2005, alors qu'il était encore un novillero auquel on prédisait un grand avenir de figura, il a tenu ses promesses après son alternative. Il est désormais une figura.